# Pieve di Santa Maria Assunta a Bacchereto
La pieve di Santa Maria Assunta a Bacchereto si trova nella frazione di Bacchereto.

## Storia
Nel 1138 furono donati al vescovo di Pistoia i diritti sul castello di Bacchereto; nell'atto della donazione compare, infatti, un "prestiber Ildebrandus de Bacchereto". I diritti del vescovo della Diocesi di Pistoia furono più tardi confermati dal giuramento di fedeltà di uomini del castello (24 novembre 1232) e da altri analoghi (15-17 ottobre 1240). Verso la metà del XIII secolo, la chiesa di Bacchereto, era ancora indipendente dalla chiesa di Seano; mentre a partire dal 1274 è registrata con tre chiese dipendenti: Fusciano, Colle Ughi, San Giusto. Alla fine del XVII le due chiese dipendenti di Fusciano e San Giusto erano ridotte a oratori, mentre quella di Colle Ughi era passata a Tizzana. La chiesa attuale S. Maria Assunta di Bacchereto è stata ristrutturata tra il Sei e Settecento (altare laterale con data 1768), con parziale recupero delle antiche strutture, delle quali rimangono tracce. Dopo il grande incendio del 18 maggio 1885, la chiesa di Bacchereto fu ripristinata dal rettore Luigi Drovandi. La chiesa conversa l'impianto originale e la massiccia torre campanaria che svetta in cima alla collina, i suoi rintocchi, tutt'oggi, si espandono per tutta l'ampia vallata.

## Descrizione
La semplice facciata intonacata, dalla quale traspare la muratura medievale, la unifica all'oratorio della compagnia, mentre dalla zona posteriore emerge la robusta mole merlata del campanile, che costituiva una delle torri della cinta muraria del castello, completamente scomparsa. La veste classicheggiante degli interni si deve a interventi del 1835–1840, con controsoffitti decorati da  Bartolomeo Valiani e presbiterio introdotto da una serliana su colonne  ioniche. Un altare laterale conserva una piccola Pietà in terracotta  policromata, del  XVI secolo, un tempo molto venerata nella zona. La contigua Compagnia del Corpo di Cristo ha sull'altare una bella tela con l'Istituzione dell'eucaristia, copia seicentesca da Federico Barocci.